# 佩德雷拉
佩德雷拉，是西班牙安达卢西亚自治区塞维利亚省的一个市镇。总面积61平方公里，总人口4960人（2001年），人口密度81人/平方公里。